# Maribel Rodicio
Maribel Rodicio Martín (Santillana de Campos, Palencia, 16 de octubre de 1949-Valladolid, 28 de marzo de 2022) fue una periodista española. Primera redactora del diario El Norte de Castilla.

## Biografía
Nació en la localidad palentina de Santillana de Campos, aunque desde pequeña se sitió ligada al municipio de Osorno la Mayor. Tras estudiar en el Colegio Filipense Blanca de Castilla (conocidas en la capital palentina como las «Filipenses»), estudió dos años de Derecho en la Universidad de Valladolid y obtuvo el título de diplomada en Francés por la Universidad de Toulouse. En 1972 mientras cursó los estudios de periodismo en la Escuela Oficial de Periodismo de Madrid, que concluyó en 1974, fue la primera mujer redactora en acceder a la plantilla del diario El Norte de Castilla de Valladolid. Anteriormente había colaborado en el Diario Palentino.
Entre los hitos de su carrera periodística destacan la entrevista que realizó al político comunista Santiago Carrillo, la primera concedida por él tras la legalización del PCE. La entrevista se realizó en el primer mitin del Partido Comunista de España en Valladolid el 23 de abril de 1977.
En 1978, y hasta la aprobación del Estatuto de autonomía de Castilla y León, formó parte del Partido Socialista Democrático Español.
Fue la primera mujer en acceder al puesto de jefa de prensa de las Cortes de Castilla y León (1983-1987) presididas en aquel entonces por Dionisio Llamazares.
Se retiró del mundo periodístico a consecuencia de un grave accidente de tráfico ocurrido en junio de 2002.
Falleció en Valladolid el 28 de marzo de 2022 a los setenta y dos años.

## Premios
A lo largo de su dilatada carrera periodística recibió:
- Premio Villalar de los Comuneros (1978)
- Premio Monzón (1980)
- Segundo premio de Poesía de Castilla y León (1980)
- Premio de periodismo Francisco de Cossío (1993)
- Premio Sarmiento
- Premio Juan de Baños.
- Premio Cossio a la trayectoria profesional (2005)